# هاتاکه‌یاما تادامونه
هاتاکه‌یاما تادامونه (به ژاپنی: 畠山直宗)، تولد نامشخص- مرگ ۲۸ ژانویه ۱۳۵۰ میلادی، سامورایی از اواخر دوره کاماکورا تا دوره نانبوکوچو بود. به دستور کو نو مورونائو همراه با اوئه‌تسوگی شیگه‌یوشی به ولایت اچیزن تبعید شد و سپس به قتل رسید.